# Delage (sport automobile)
Pour les articles homonymes, voir Delage.
Delage est une écurie de compétition automobile du constructeur automobile français Delage de Louis Delâge, avec un important palmarès de succès en course des années 1920 (Delage en sport automobile).

## Chronologie

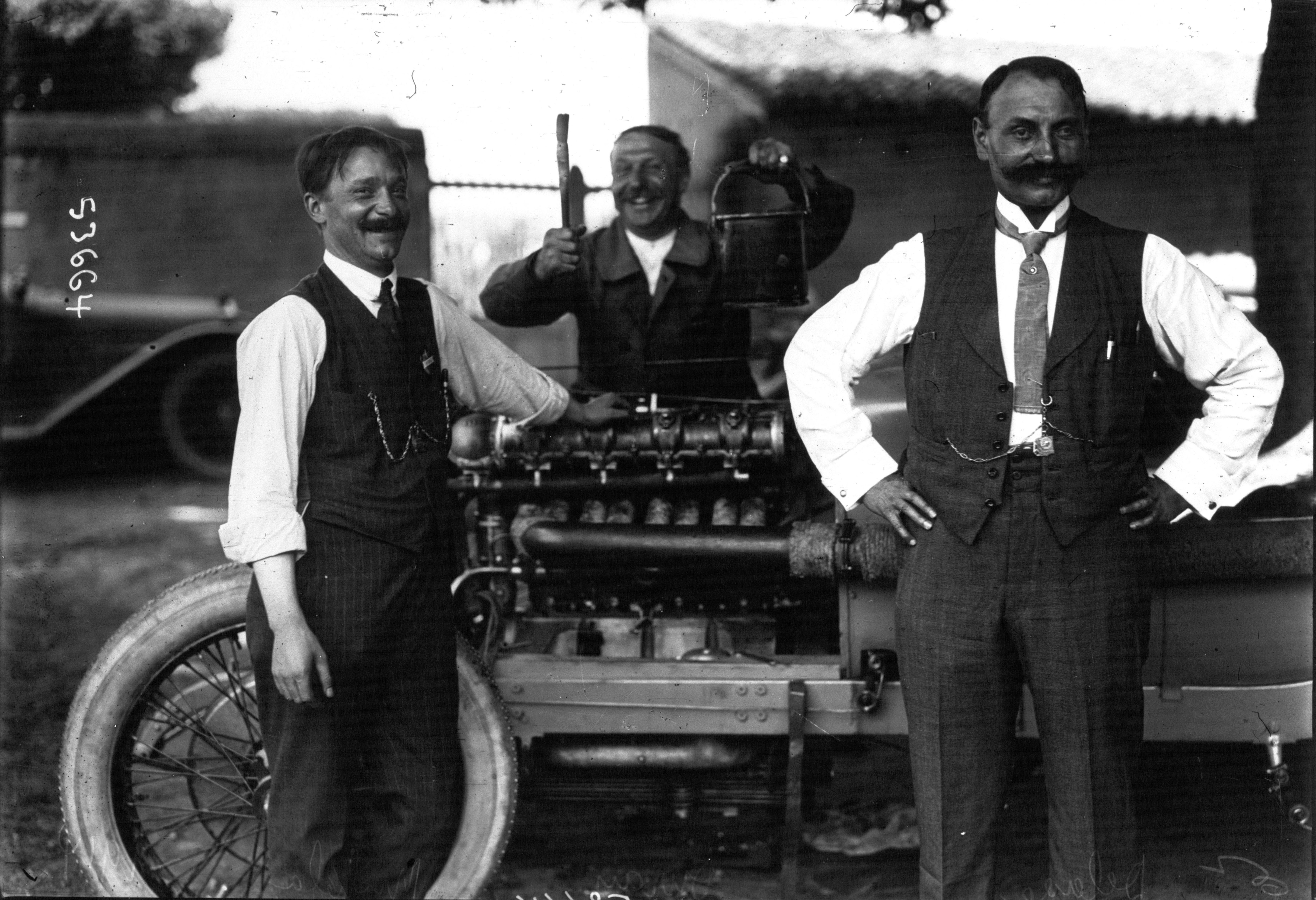
Arthur Michelat, Arthur Duray, Louis Delâge et leur Delage Type S du Grand Prix automobile de France 1914

Dès les débuts de la marque, Delage s'impliqua dans les compétitions automobiles (Delage en sport automobile). En 1927, Delage remporte le championnat du monde des manufacturiers avec ses Delage 15 S8 de Grand Prix à moteurs 8 cylindres conçus par Albert Lory (1926-27). La marque se retire néanmoins l'année suivante en raison des coûts de plus en plus exorbitant, et par la nécessité de se reconcentrer sur sa principale activité (l'automobile de luxe avec en particulier ses Delage D6 et Delage D8) face à la concurrence d'Hispano-Suiza. Delage participe aux 500 miles d'Indianapolis en 1914 (victoire), 1915, 1916 et 1929. Après son rachat par Delahaye, les Delage referont leur apparition lors de courses d’endurance.

## Palmarès en courses de Delage
- 1908 : victoire du Grand Prix des Voiturettes de Dieppe, par Albert Guyot sur Delage Type ZC
- 1911 : victoire de la coupe de L'Auto de Boulogne-Billancourt, par le pilote Paul Bablot sur Delage Type X[1].

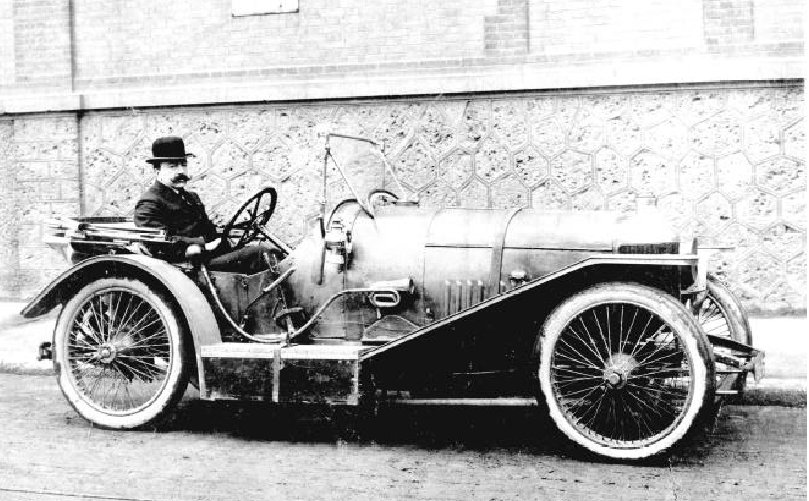
Pierre Clerget au volant de son prototype « Delage-Clerget » à moteur d'avion Clerget-Blin de 50 ch de 1914 (voiture à moteur d'avion)

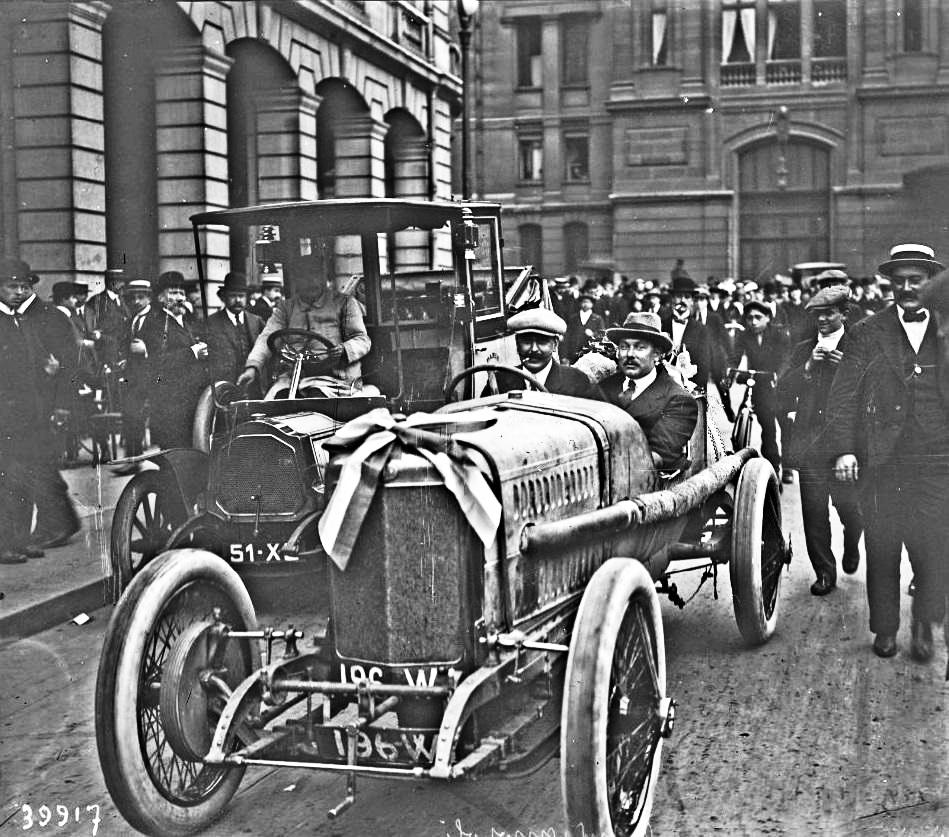
Onze juin 1914, la Delage victorieuse à Indianapolis, devant le siège de l'ACF (René Thomas à D., et Paul Bablot à G.)...

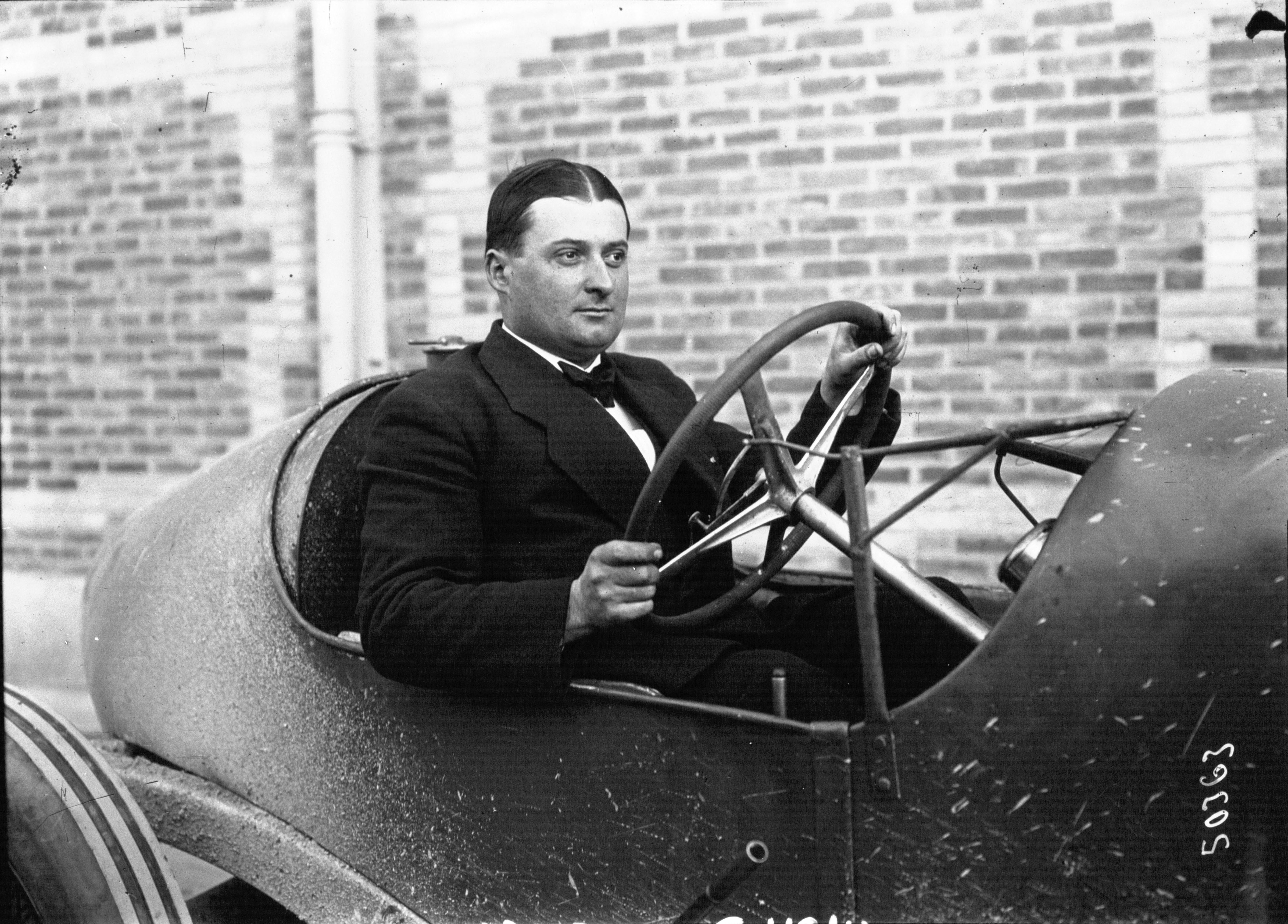
...mais également la Delage d'Albert Guyot,troisième aux 500 miles d'Indianapolis 1914.

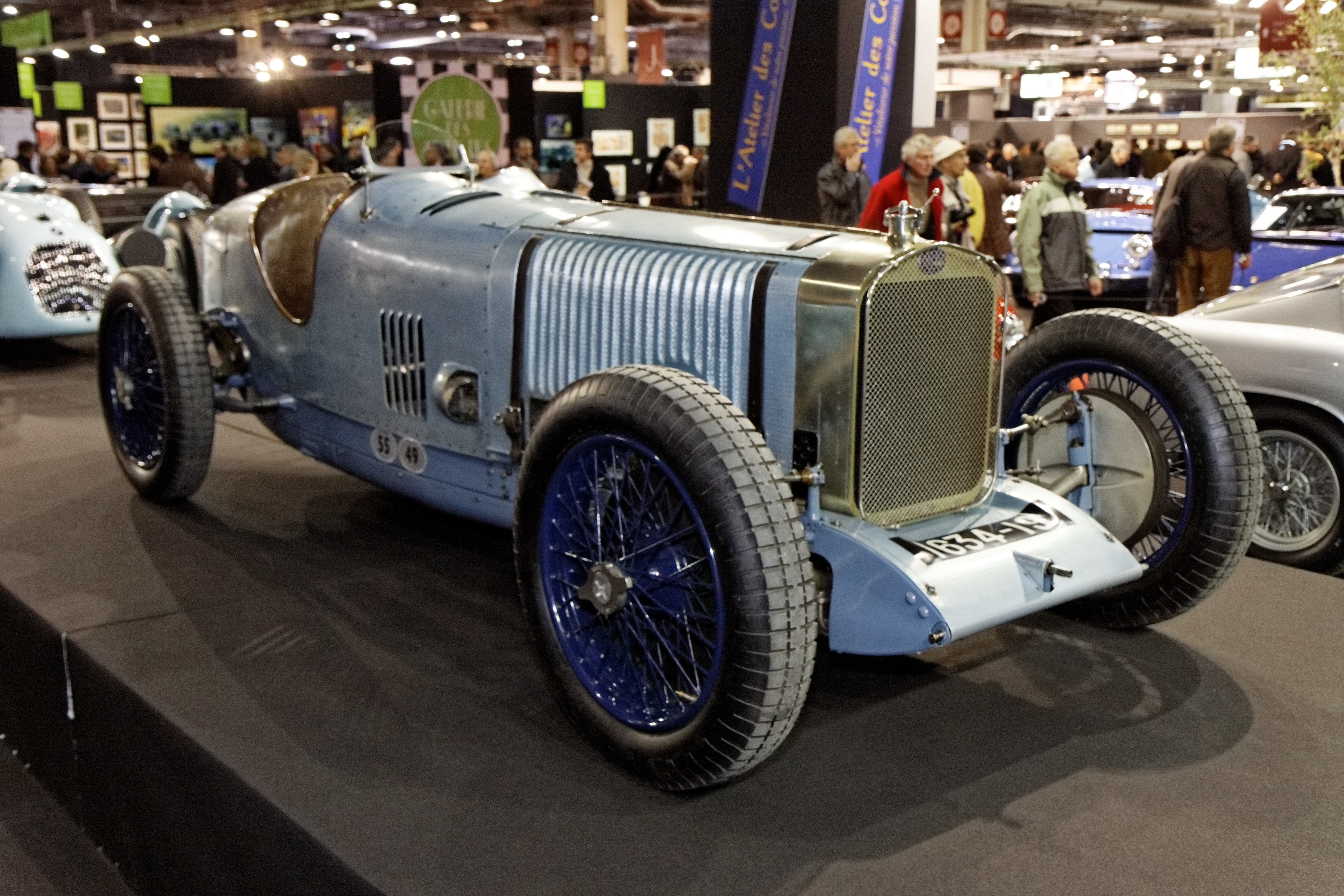
Delage 2LCV à moteur V12 (1922-1925)

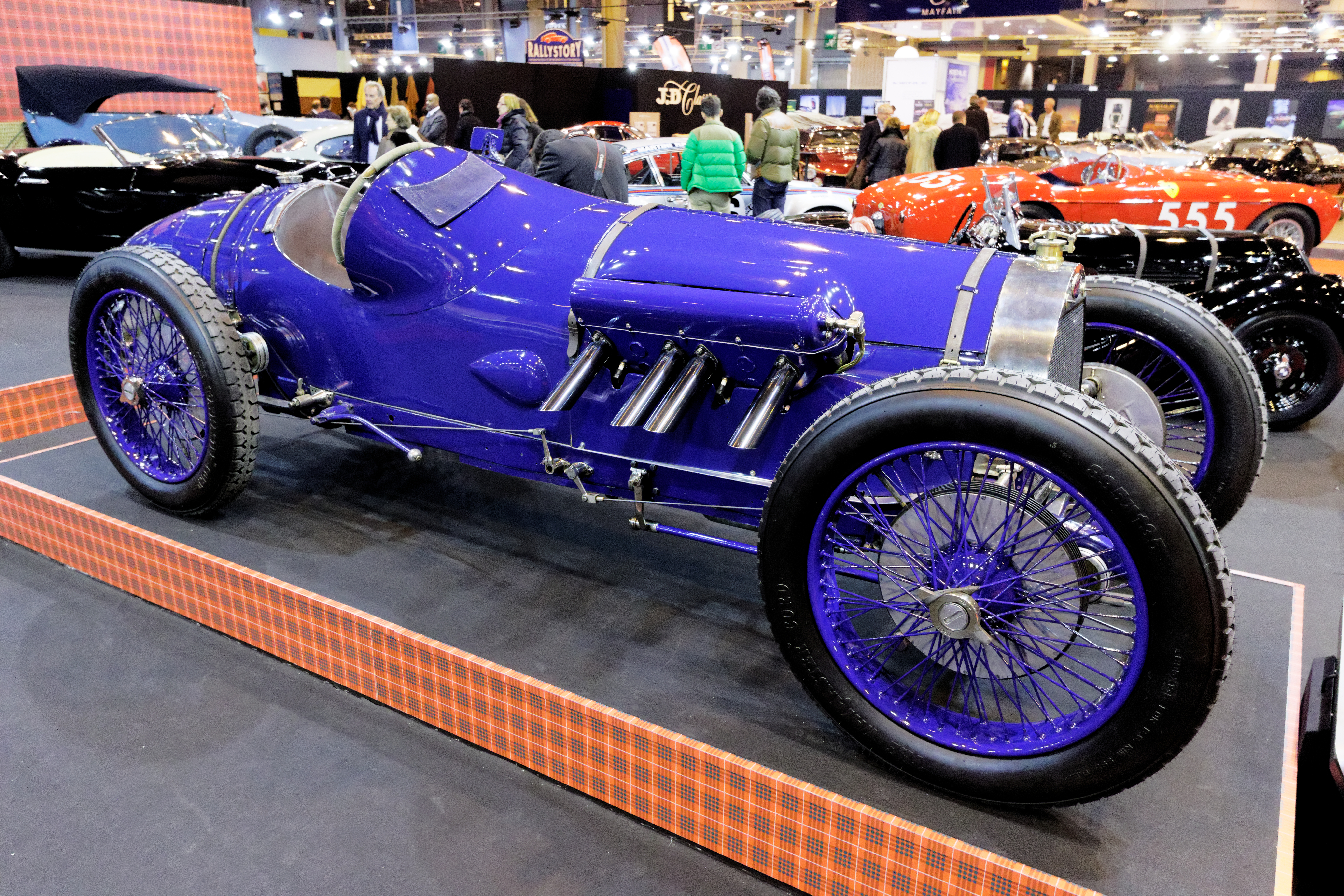
Bequet-Delage à moteur V8 Hispano-Suiza sur châssis Delage de 1924, du pilote Maurice Béquet

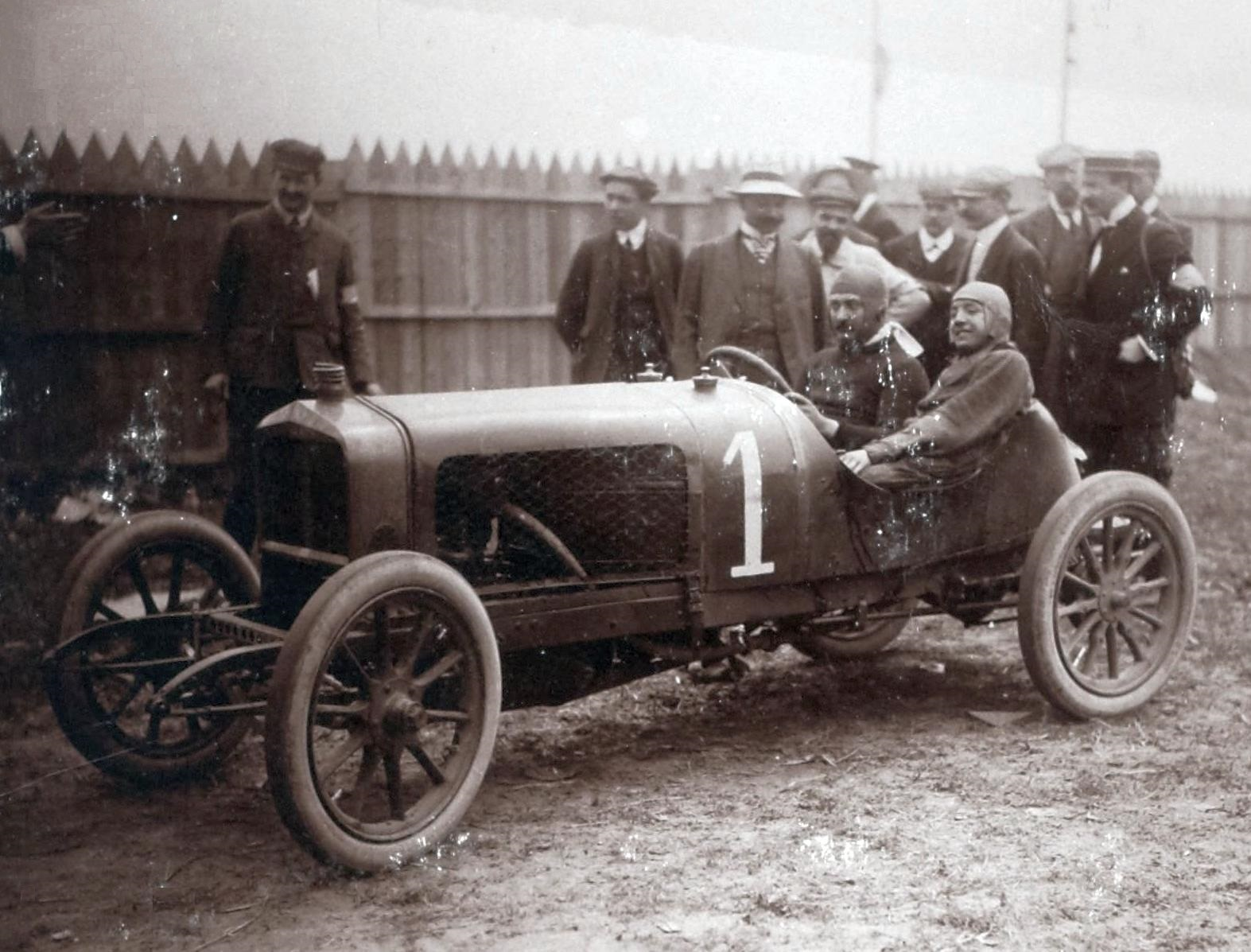
Victoire du Grand Prix des Voiturettes de Dieppe 1908 d'Albert Guyot sur Delage Type ZC
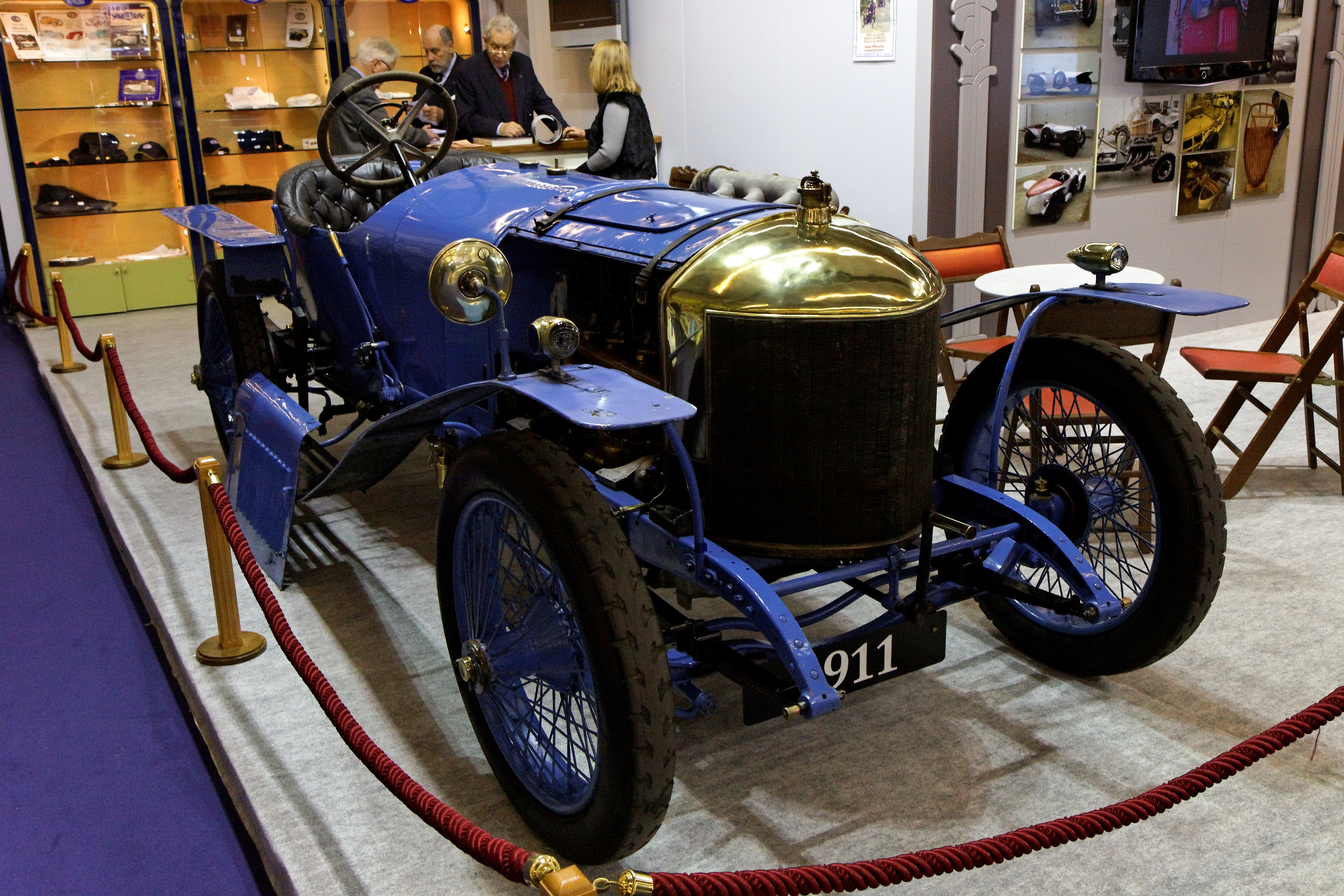
Delage Type X (1911) victorieuse de la coupe de L'Auto de Boulogne-Billancourt, par Paul Bablot
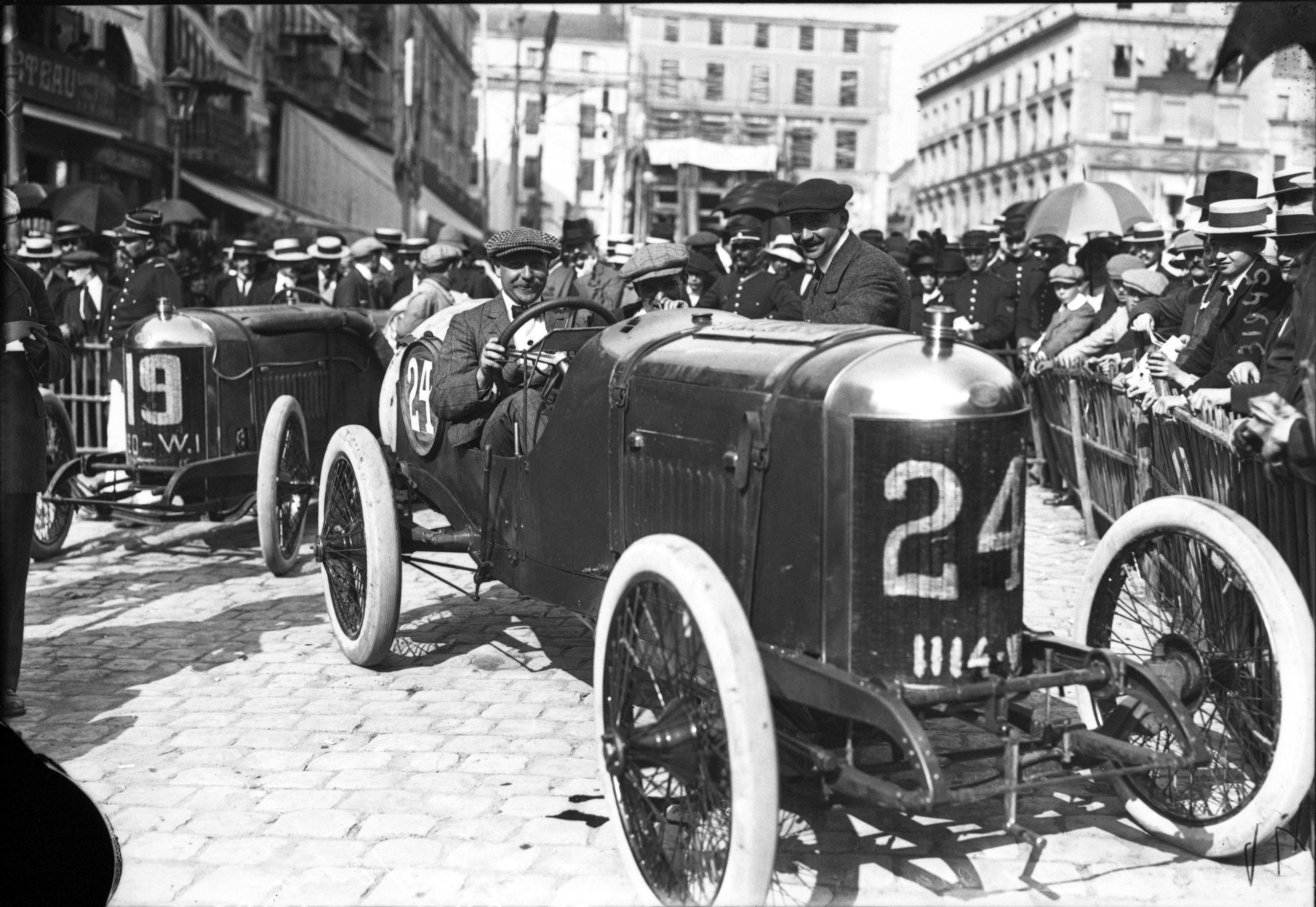
Arthur Duray sur Delage Type Y en 1913

### Record de vitesse terrestre
- 1924 : le kilomètre lancé à 230,47 km/h, et le mile lancé à 230,64 km/h, avec René Thomas sur modèle « La Torpille », à Arpajon.

### Grand Prix
1914 :
- 500 miles d'Indianapolis, avec René Thomas

1925 : 
- Grand Prix de Casablanca, avec le Comte de Vaugelas
- Grand Prix de l'ACF, avec Robert Benoist et Albert Divo
- Grand Prix automobile de Saint-Sébastien, avec Albert Divo et André Morel

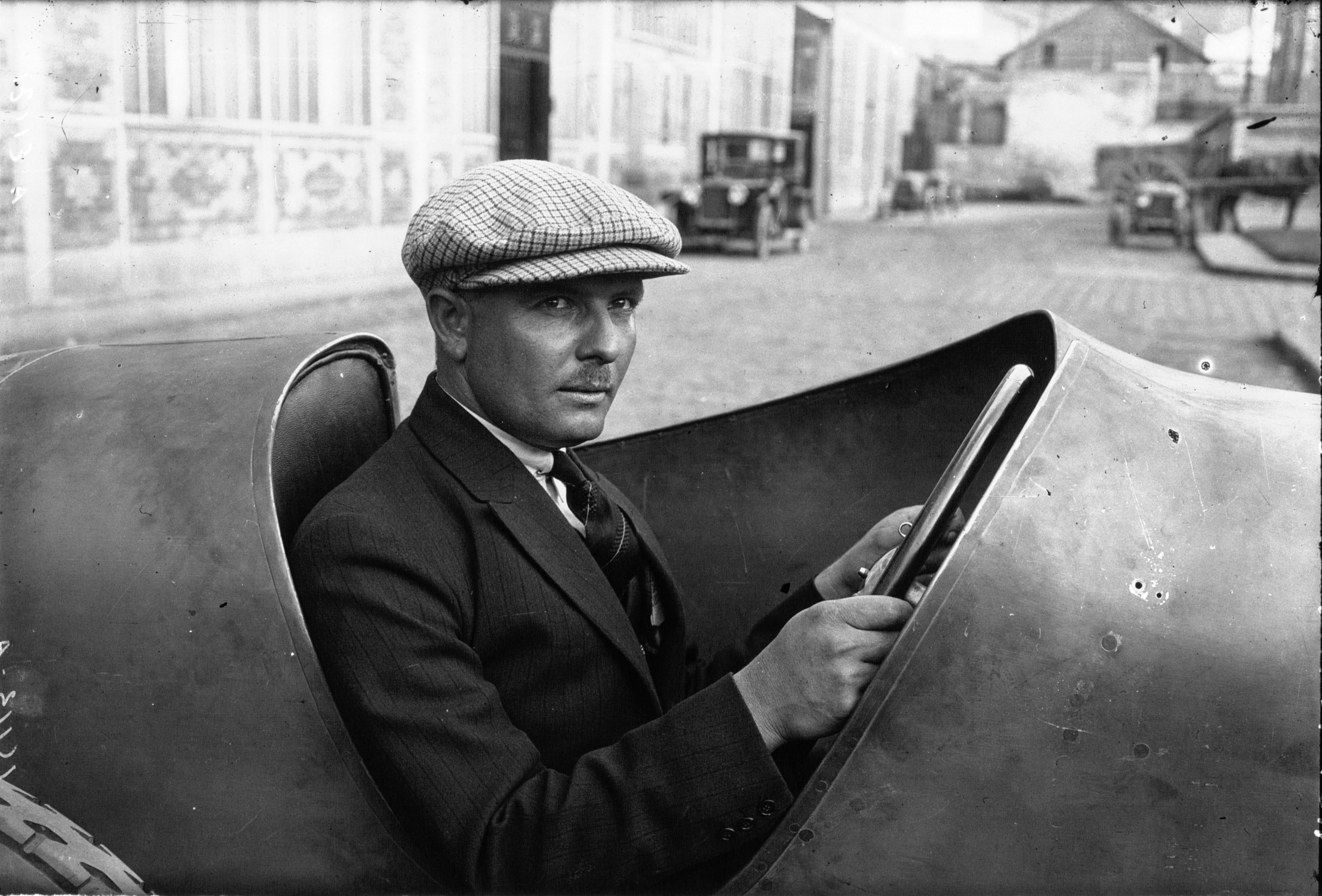
Albert Divo, sur Delage 2LCV au Grand Prix de France 1924 (2e).
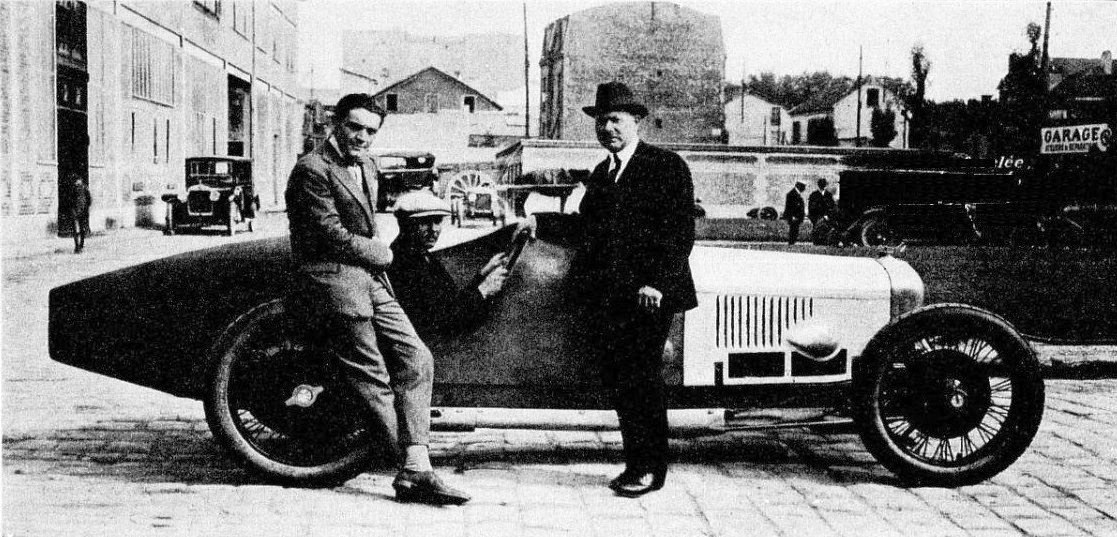
L'équipe Delage en 1925, Benoist, Divo au volant, et René Thomas Directeur du service des courses (Delage 2LCV).
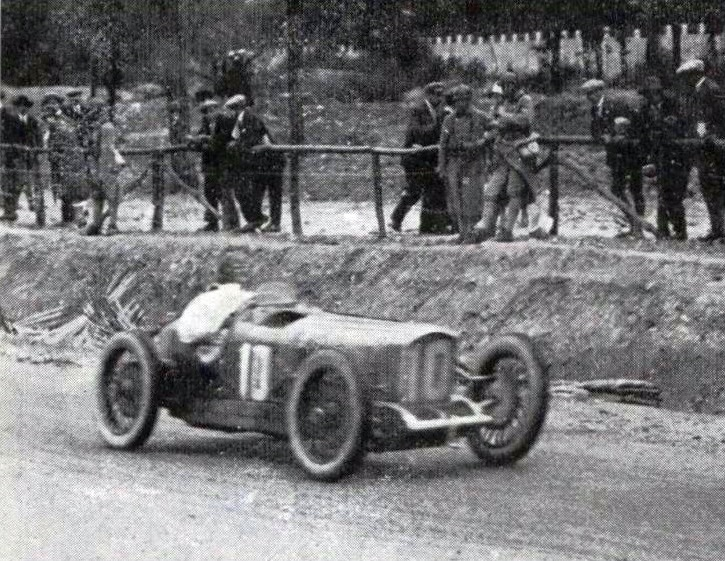
Robert Benoist sur Delage 2LCV victorieuse au Grand Prix de l'A.C.F. 1925.

1926 :
- Grand Prix du RAC, avec Robert Sénéchal et Louis Wagner
- Grand Prix de la Baule, avec Louis Wagner

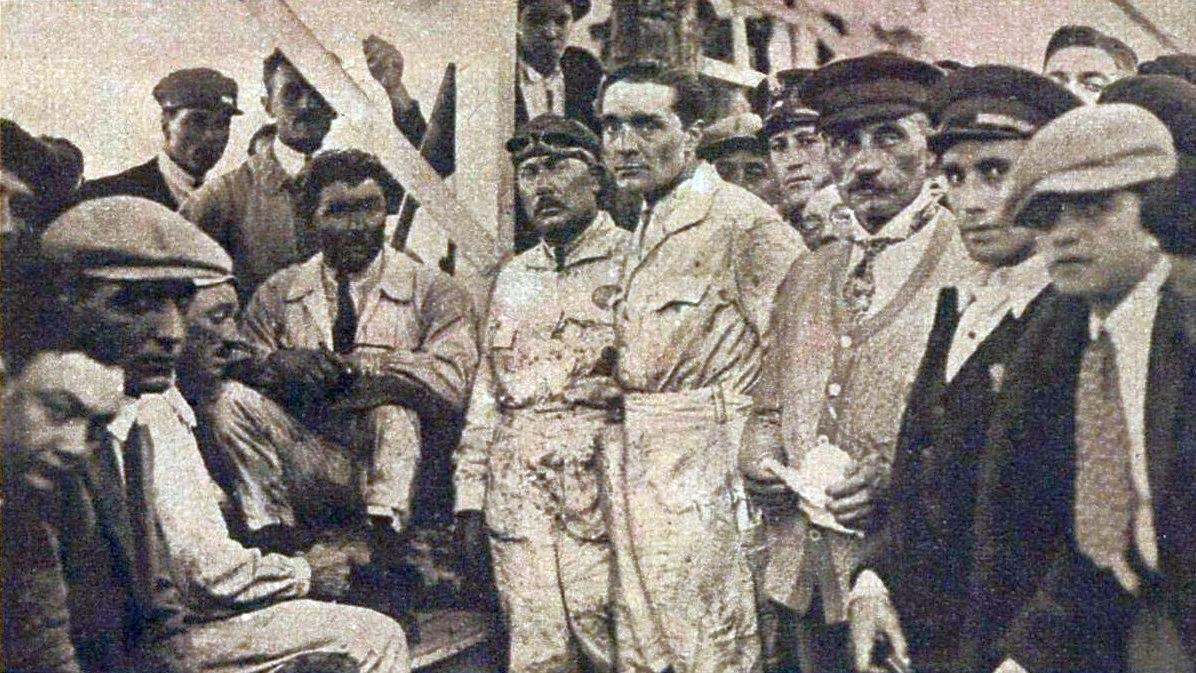
Les trois pilotes Delage vainqueurs du Grand Prix de Saint-Sébastien en 1925 (G. à D. Divo (1), Thomas (3) et Benoist (2), puis Louis Delâge). Les mines sont tristes malgré leur triplé, car le quatrième de l'équipe, Paul Torchy, est mort durant l'épreuve.
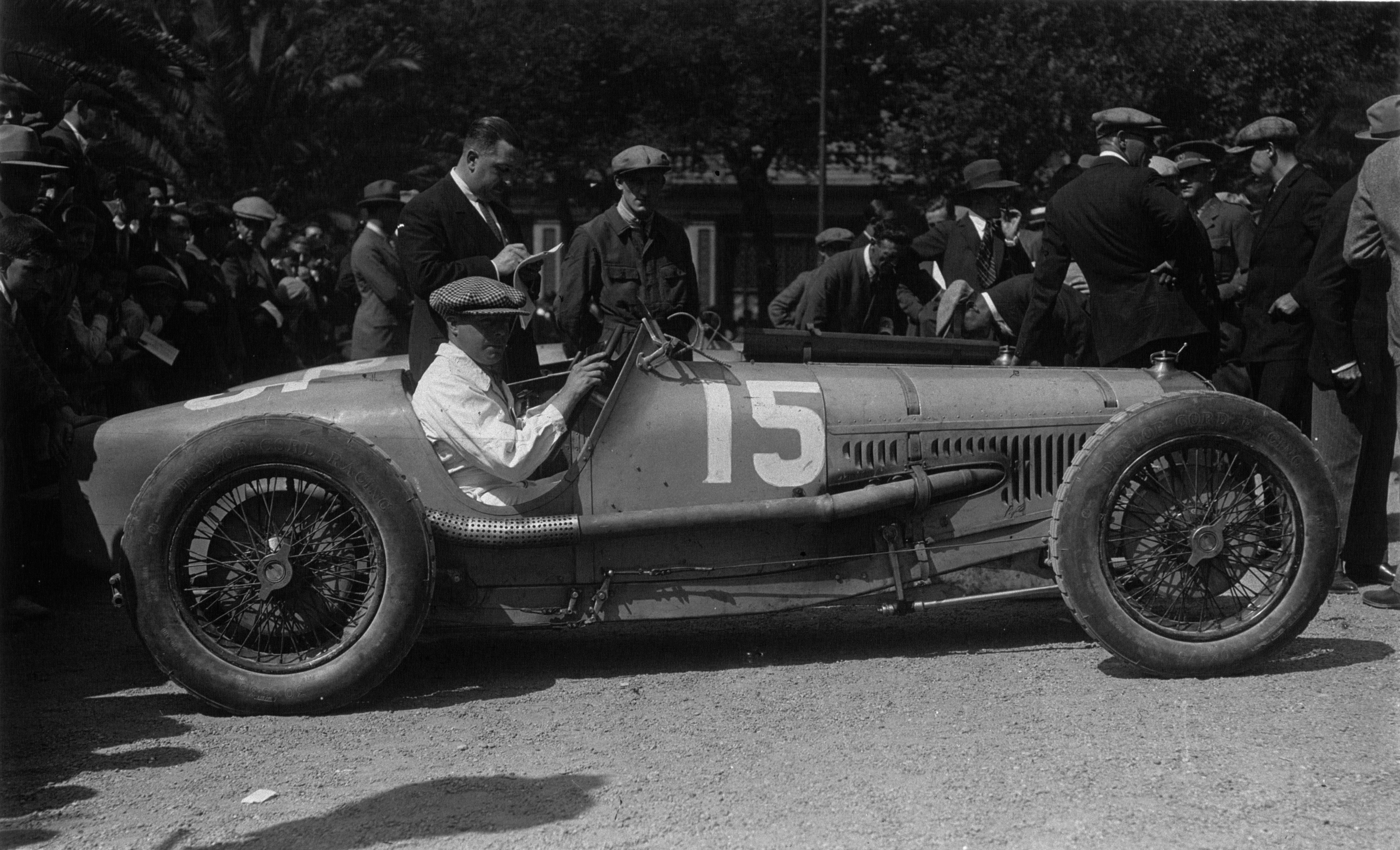
Edmond Bourlier, ici lors du Grand Prix d'Europe 1926, sur Delage 155B (2e ET 4e).
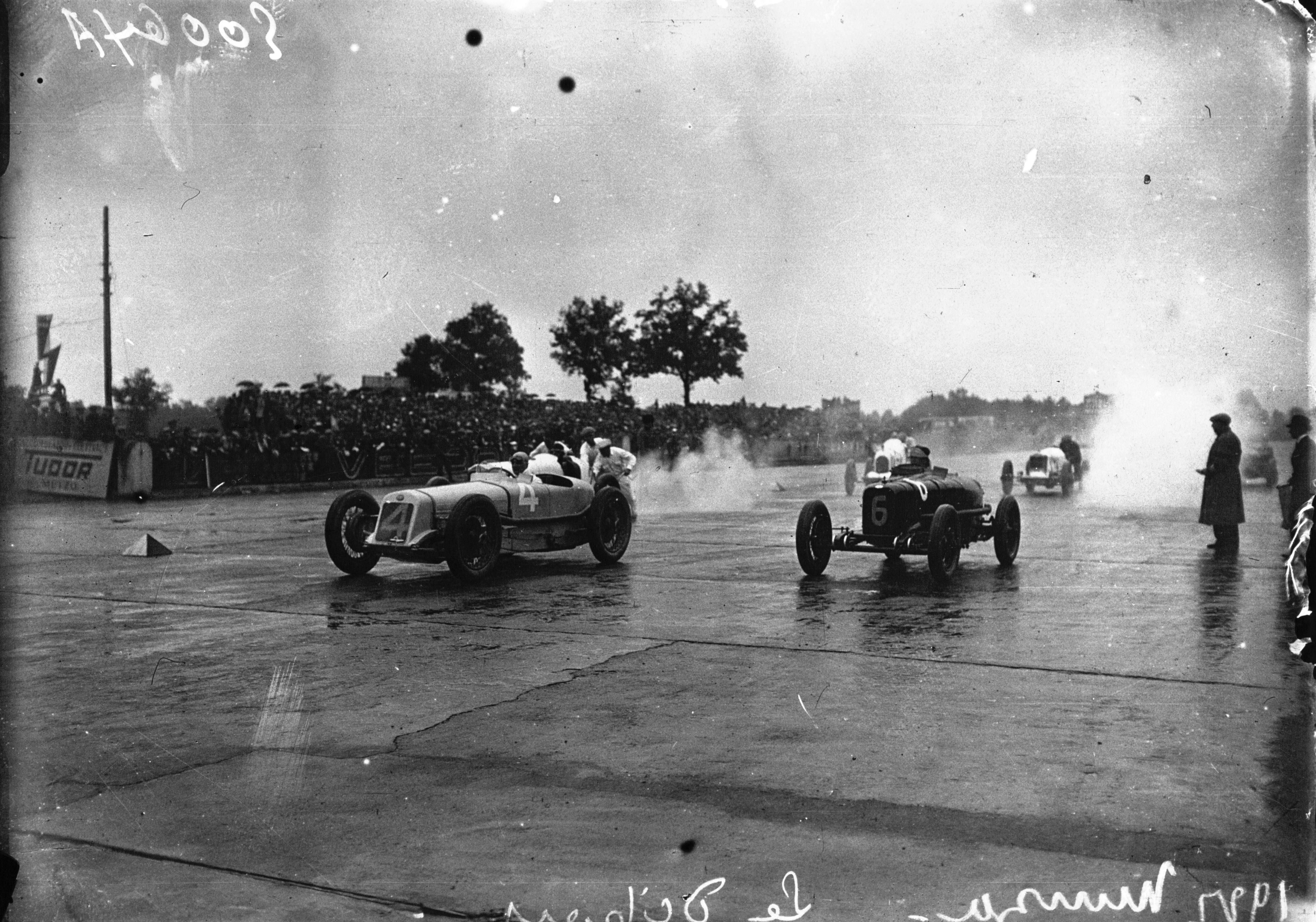
Robert Benoist (à G.) futur vainqueur du Grand Prix d'Italie 1927, encore sur une Delage 155B.

1927 (champion du monde des manufacturiers) :

Delage 15 S8 à moteur 8 cylindres (1926-27)
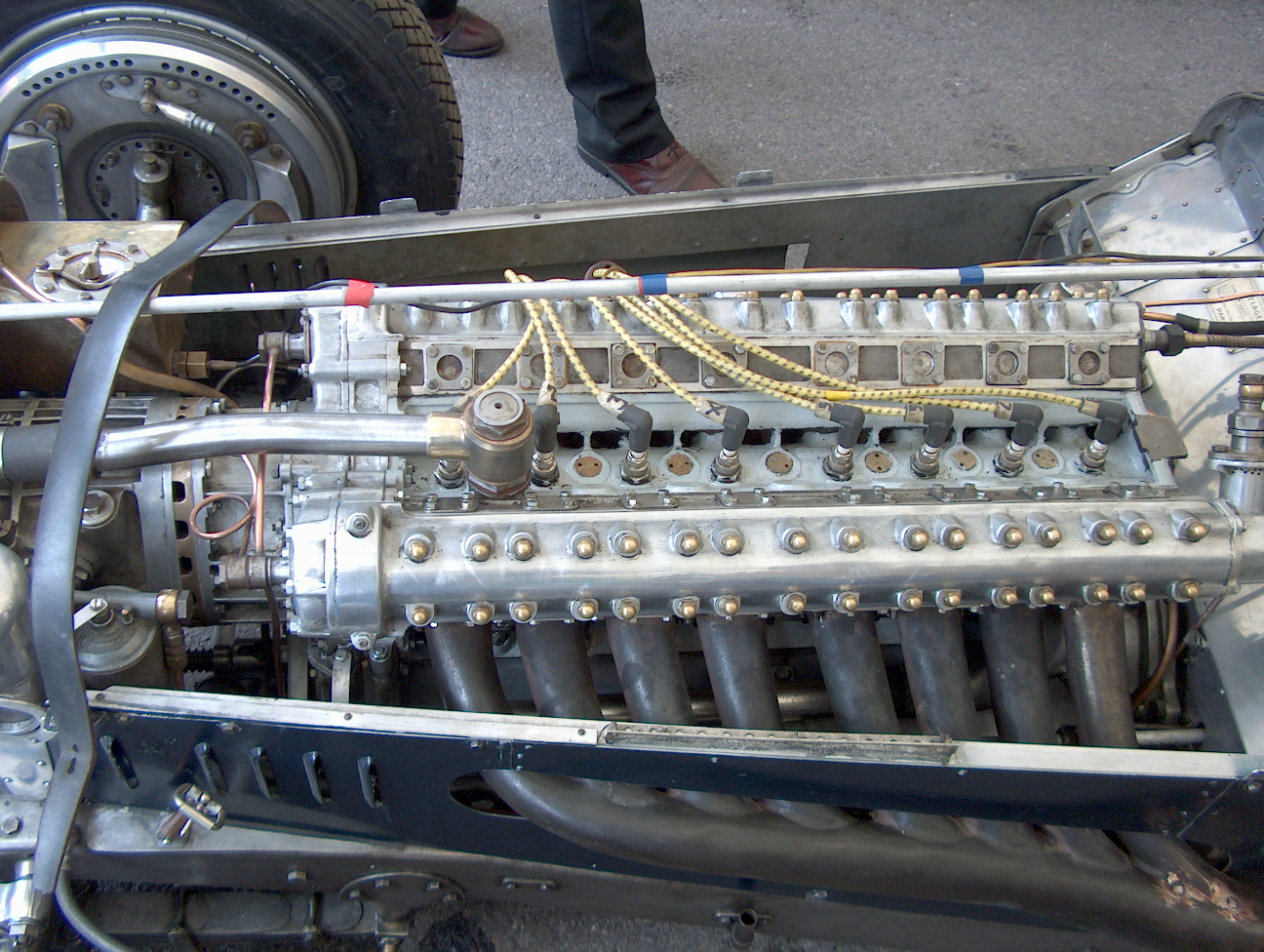
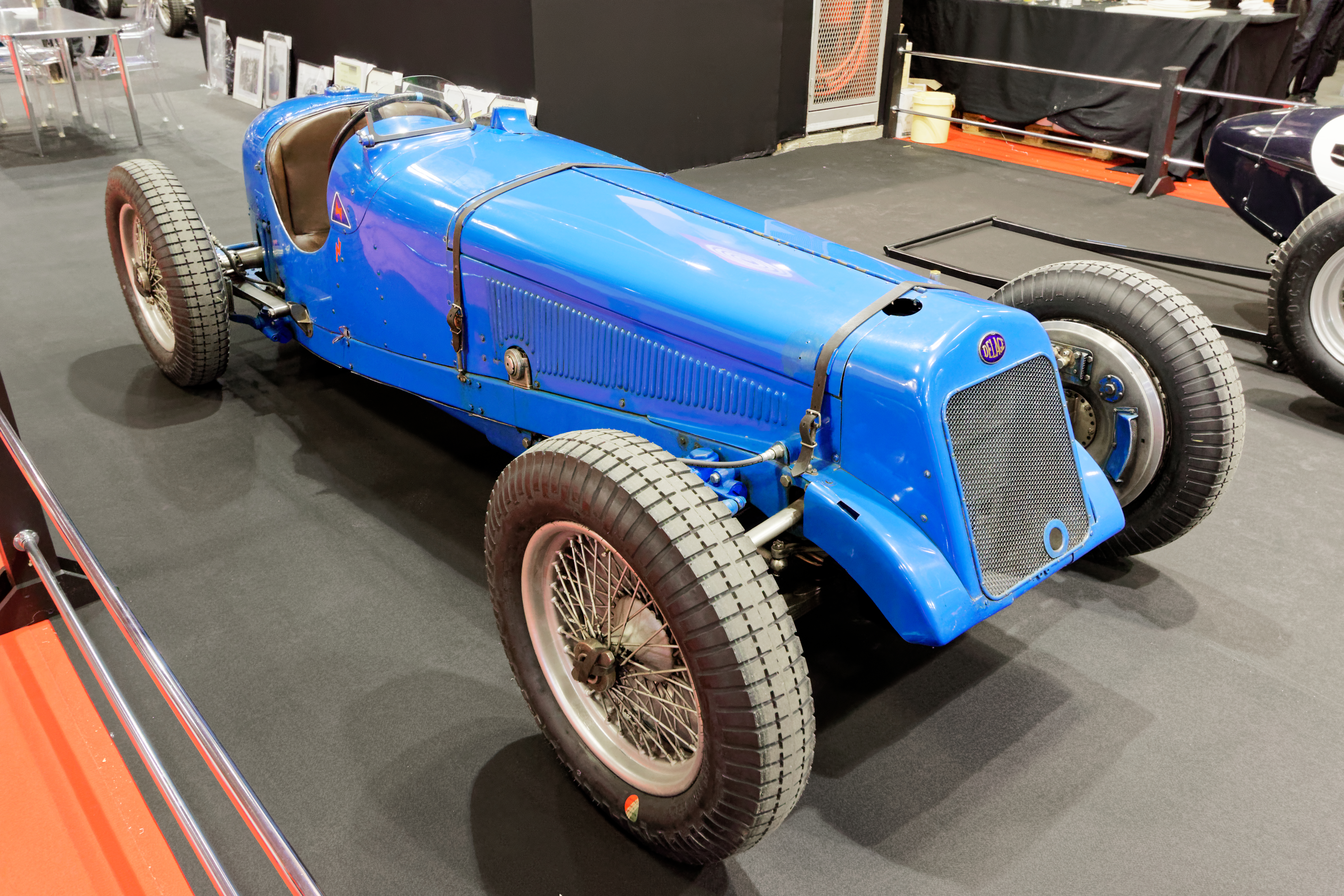
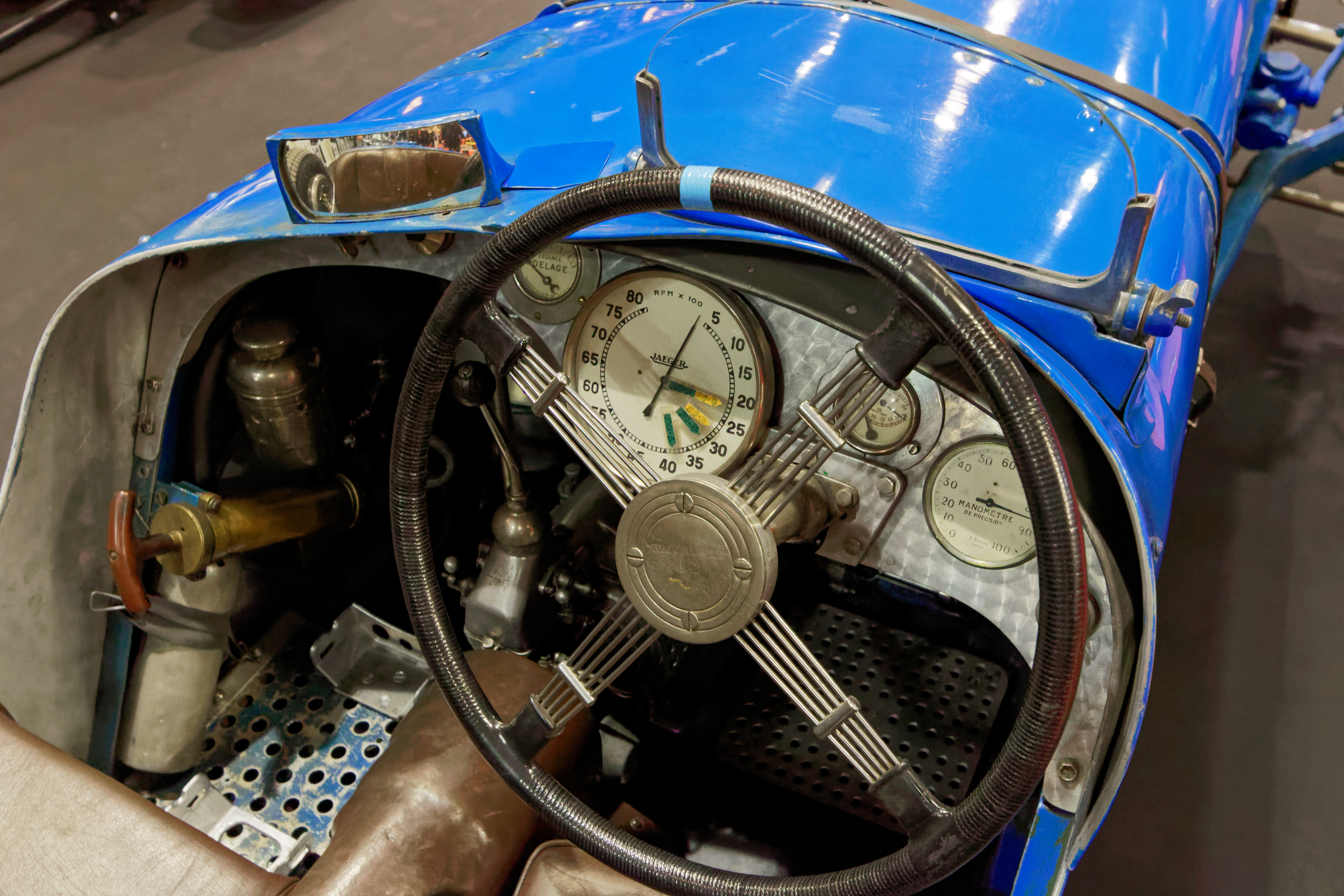

- Grand Prix de l'Ouverture, avec Robert Benoist
- Grand Prix de l'ACF, avec Robert Benoist
- Grand Prix d'Espagne, avec Robert Benoist
- Grand Prix d'Italie, avec Robert Benoist
- Grand Prix du RAC, avec Robert Benoist

1928 :
- Grand Prix de Boulogne, avec Malcolm Campbell

Delage D6 3-Litres Grand Prix
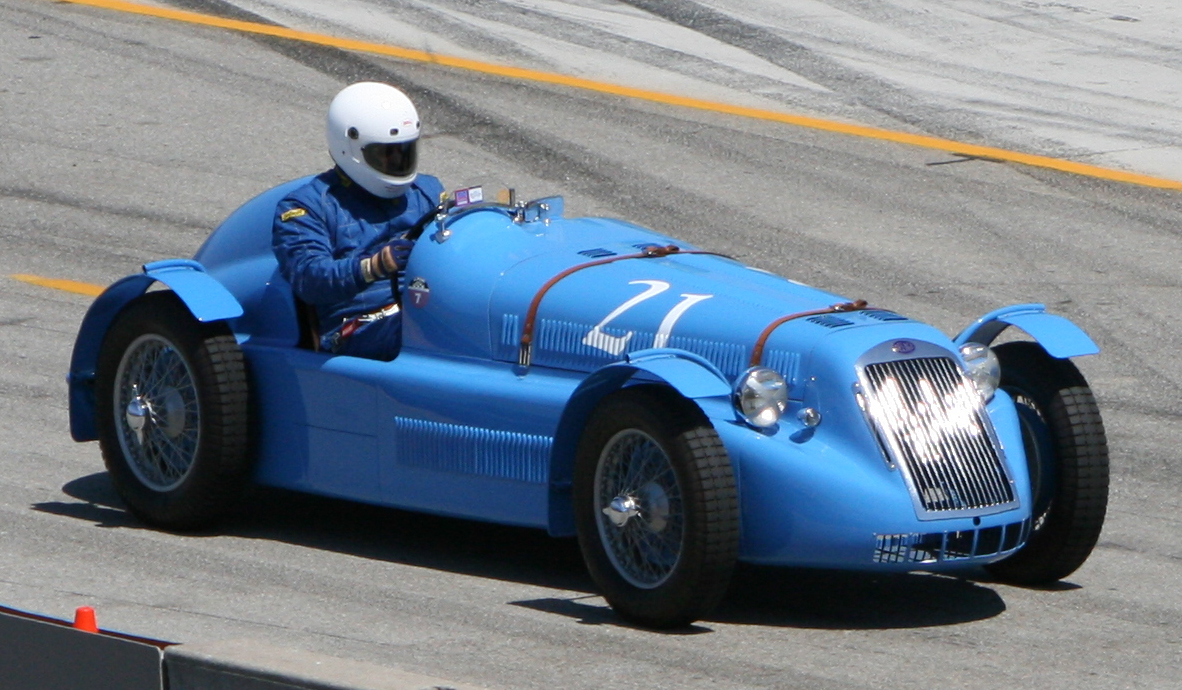
D6 3-Litres Grand Prix (1946)
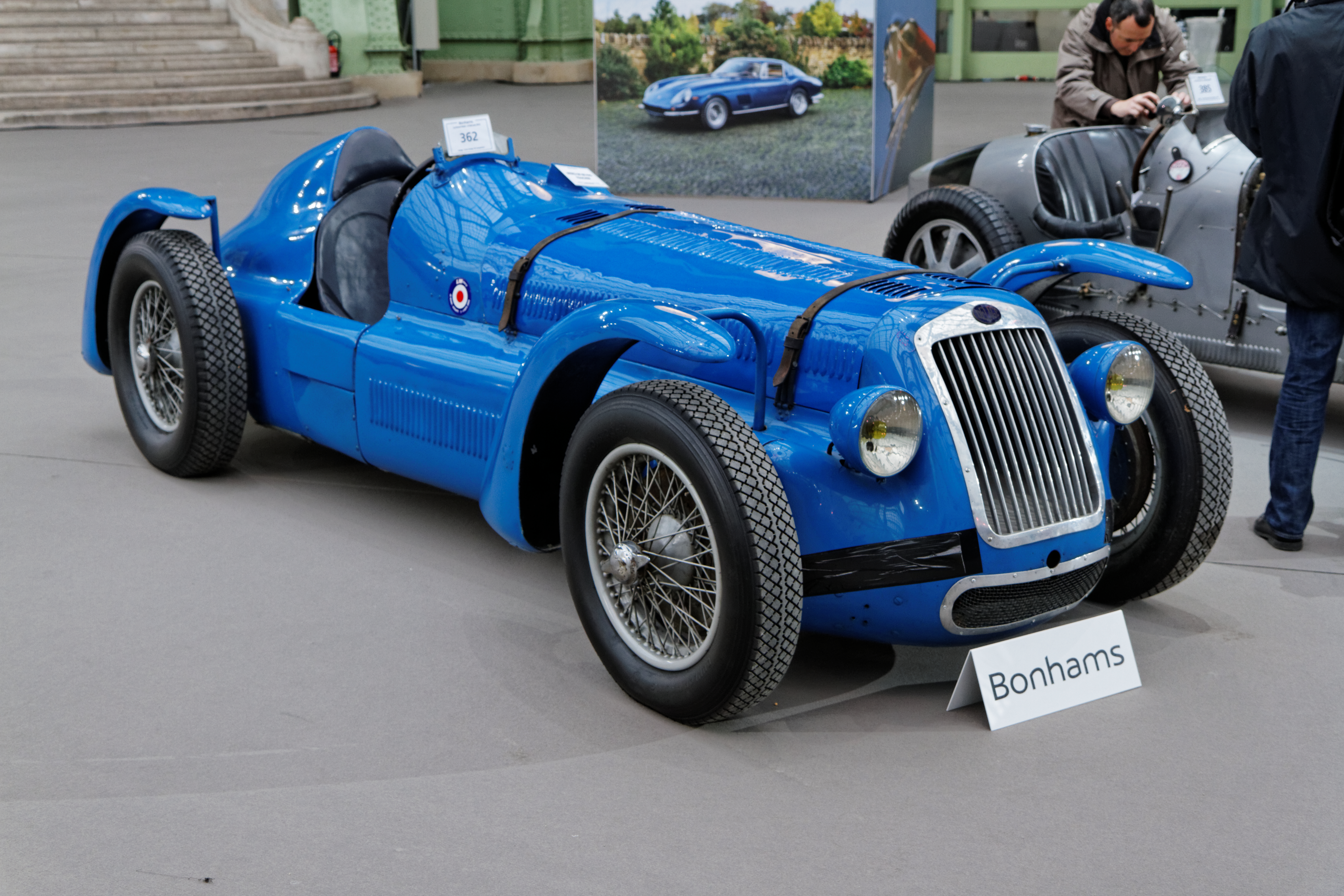
D6 3-Litres Grand Prix (1947)
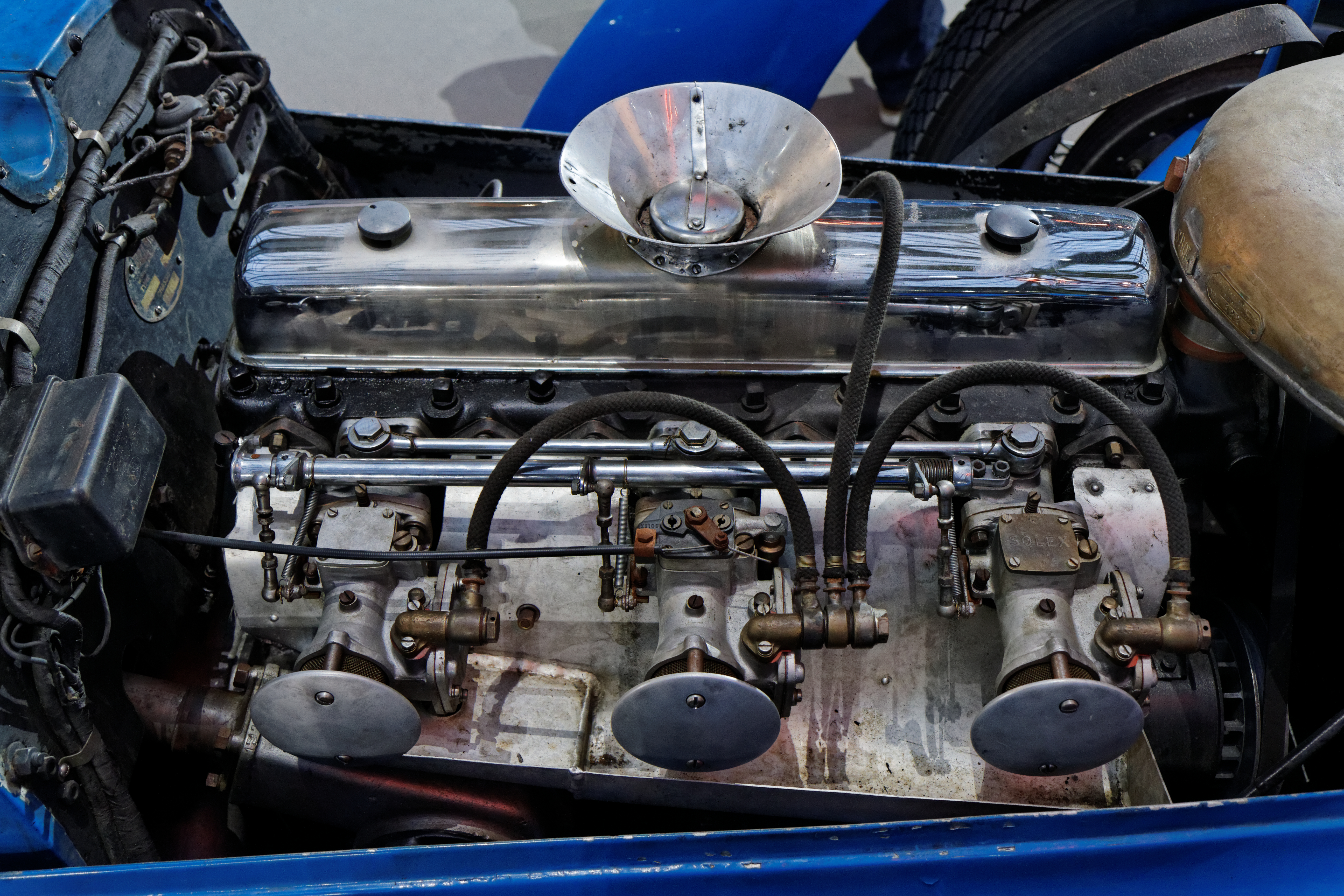
Moteur 6 cylindres 3-Litres Grand Prix

### Endurance
1938 :

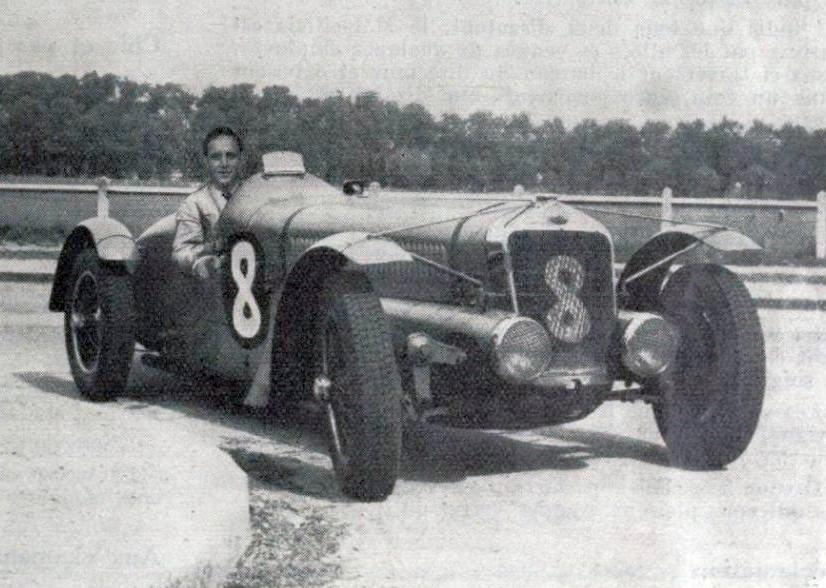
Victoire du RAC Tourist Trophy 1938 par la Delage n°8 de Louis Gérard.

- RAC Tourist Trophy avec Louis Gérard
- 2e aux 12 Heures de Paris

1939 :
- 2e aux 24 Heures du Mans avec Louis Gérard et Georges Monneret

1948 :
- 2e aux 12 Heures de Paris avec Henri Louveau

1949 :
- 2e aux 24 Heures du Mans avec Henri Louveau et Juan Jover
- 2e aux 24 Heures de Spa

1950 :
- 2e aux 12 Heures de Paris avec Henri Louveau

### Course de côte
Avec près de 70 victoires durant les années 1920, le constructeur Delage est le deuxième pourvoyeur français de succès en courses de côte entre les deux guerres, grâce essentiellement à quatre pilotes nationaux: Thomas (28 succès, de 1922 à 1925), Divo (14, de 1923 à 1925), Benoist (18, de 1924 à 1927), et enfin Bourlier (4, en 1927) - en surligné bleu les principales côtes françaises pour la période-:

1922 (8 victoires)

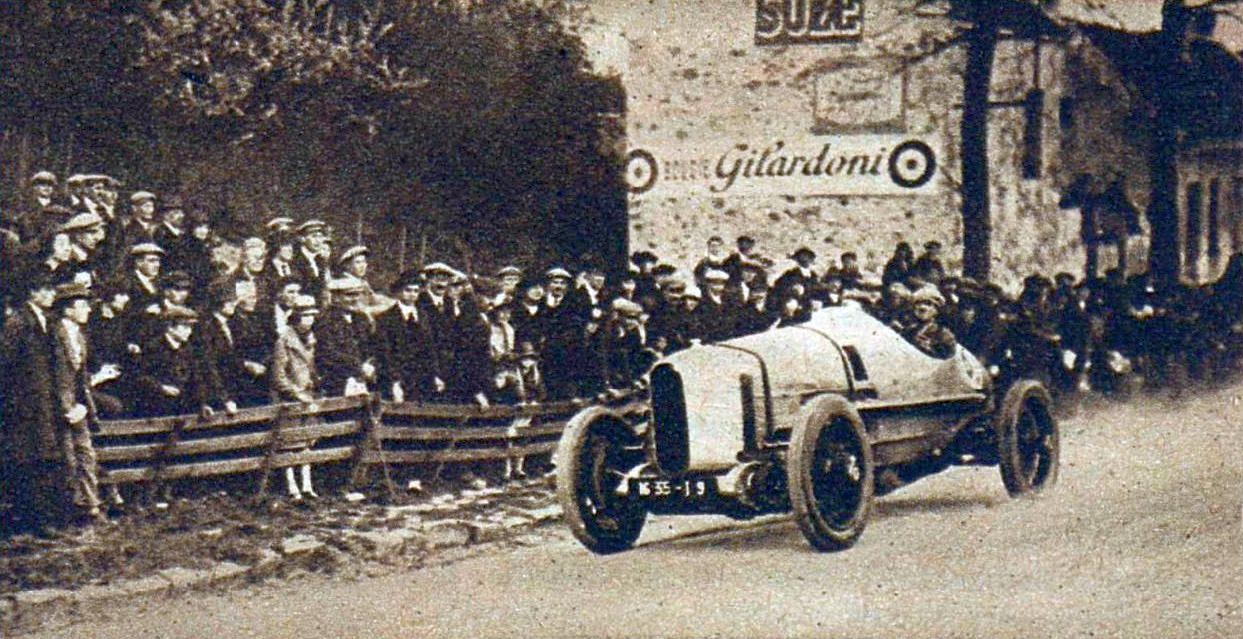
Robert Benoist vainqueur à la course de côte de Château-Thierry en 1925

- Mont Agel (Nice) avec René Thomas
- Le Camp (Cuges, près de Marseille) avec Thomas
- Pont-Réan (Rennes) avec Thomas
- Mayenne avec Thomas
- à la Coppa della Consuma (Florence) avec Thomas
- Val Suzon (Dijon) avec Thomas
- Mont Ventoux (Avignon) avec Thomas
- Schaffhausen-Lohn (Suisse) avec A. Meier

1923 (15)

- Nice - La Turbie avec Thomas
- Argenteuil (près de Paris) avec Albert Divo
- Le Camp (Cuges, près de Marseille) avec Thomas
- Mi-Corniche (Monaco) avec Thomas
- Mont Agel (Nice) avec Thomas
- Les Dunes (Poitiers) avec Thomas
- Pic Montaigu (Bourges) avec Thomas
- Alouette (Tours) avec Thomas
- Limonest (Lyon) avec Thomas
- Vendranges (Roanne) avec Thomas
- Val Suzon (Dijon) avec Thomas
- Laffrey (Grenoble) avec Thomas
- Mont Ventoux avec Thomas
- Gaillon (Rouen) avec Thomas
- Griffoulet (Toulouse) avec Thomas

1924 (18)

- Allauch (Marseille) avec Thomas
- Nice - La Turbie avec Divo
- Mont Agel (Nice) avec Robert Benoist
- Massillan (Nîmes) avec Divo
- Argenteuil (Paris) avec Benoist
- Le Camp (Cuges près de Marseille) avec Benoist
- Château-Thierry (Reims) avec Thomas
- Les Alpilles (Avignon) avec Divo
- Pfäffikon-Schindellegi (Suisse) avec M. Stählin
- Limonest (Lyon) avec Benoist
- Pic Montaigu (Bourges) avec Benoist
- Poix (Amiens) avec Thomas
- Val Suzon (Dijon) avec Divo
- Ballon d’Alsace (Vosges) avec Divo
- Laffrey (Grenoble) avec Benoist
- Cran d'Escalles (Calais) avec Bathiat
- Saint-Alban-Les Eaux (Roanne) avec Benoist
- Mont Ventoux (Avignon) avec Divo

1925 (19)

- Pailladou (Marseille) avec Thomas
- Allauch (Marseille) avec Thomas
- Argenteuil (Paris) avec Divo
- La Californie (Nice) avec Benoist
- Nice - La Turbie avec Benoist
- Mi-Corniche (Monaco) avec Benoist
- Mont Agel (Nice) avec Benoist
- Estérel (Cannes) avec Benoist
- Le Camp (Cuges près de Marseille) avec Benoist
- Zbraslav-Jíloviště (Prague) avec Divo
- Château-Thierry (Reims) avec Benoist
- Les Alpilles (Avignon) avec Divo
- "Les 17 Tournants" (Dampierre) avec Divo
- Poix (Amiens) avec Thomas
- Limonest (Lyon) avec Benoist
- Planfoy (Forez) avec Divo
- Mont Ventoux (Avignon) avec Divo
- Phare (Biarritz) avec Divo
- Gaillon (Rouen) avec Thomas

1926 (2)

- Mont Agel (Nice) avec Benoist
- Poix (Amiens) avec Benoist

1927 (5)

- Monte Carlo (Monaco) avec Edmond Bourlier
- Mi-Corniche (Monaco) avec Boulier
- Nice - La Turbie avec Bourlier
- Gemenos (Aubagne près de Marseille) avec Bourlier
- Poix (Amiens) avec Benoist

1930

- Mont-Theux (étape du Tour de Belgique automobile) avec P. Stobbelaers

1947 (2)

- Biella-Oropa (Italie) avec Giovanni Bracco
- Prescott (Cheltenham) avec Richard Habershon